# Animal Bag
Animal Bag é uma banda de rock alternativo da cidade de Charlotte, na Carolina do Norte, que se manteve ativa de 1987 a 1998.

## Carreira
Depois de problemáticas trocas de integrantes, a primeira e única formação do Animal Bag se congelou em Luke Edwards nos vocais e guitarra, Rich Parris na guitarra e backing-vocals, Otis Hughes no baixo e Boo Duckworth na bateria e percussão. Depois de construírem uma excelente reputação em sua cidade natal, a banda decide se mudar para Los Angeles em 1989.
Matérias favoráveis a banda, principalmente no L.A. Music Scene, compararam o Animal Bag as bandas Red Hot Chili Peppers e ao Faith No More, junto da explosão da música alternativa nos Estados Unidos, levaram as grandes gravadoras a prestarem atenção na banda. A banda assina com a Mercury Records em 1992.
A banda lança seu primeiro álbum, auto-intitulado, no mesmo ano. A banda mescla o som elétrico com o som acústico neste álbum. A banda participa da série My So-Called Life (Minha Vida de Cão) como a banda da festa. O primeiro single do Animal Bag, Everybody, cai na posição #29 na Billboard em 1993, e faz um sucesso moderado no Japão, caíndo na posição #32 por 8 semanas em 1993. Naquele mesmo ano, a banda faz uma turnê com o Ugly Kid Joe. Em 1994, a banda grava seu segundo álbum inteiramente acústico, intitulado Offering. O álbum não trouxe muito sucesso e não foi muito bem recebido pela Mercury, mas a gravadora decidiu dar mais uma chance para a banda, e trazem o produtor Terry Date para trazer um som mais pesado no terceiro álbum da banda, Image Damage. O álbum nunca foi lançado por causa de mudanças no interior da gravadora. A maioria das pessoas que trabalharam nos dois lançamentos anteriores do Animal Bag saíram da gravadora.
Com isso, a banda encerra as atividades em 1998, levando o cantor Luke Edwards a formar uma banda de Bluegrass chamada Tater.
Em 5 de Junho de 2002, o baterista Boo Duckworth morre de causas naturais aos 35 anos de idade.
Em 9 de Março de 2010, o guitarrista Richard Parris morre, de acordo com os médicos, vítima de uma úlcera rompida. Rich havia recentemente terminado a mixagem do primeiro álbum de sua banda, o M4 Messenger.

## Integrantes
- Luke Edwards - vocais, guitarra
- Richard Parris - guitarra, backing-vocals (falecido)
- Otis Hughes - baixo
- Boo Duckworth - bateria (falecido)

## Discografia
- Animal Bag (1992, Mercury Records)
- Offering (1994, Mercury Records)
- Image Damage (Gravado em 1996, não foi lançado)